# Bruno Brindisi
Bruno Brindisi (Salerno, Italia, 3 de junio de 1964) es un historietista italiano.

## Biografía

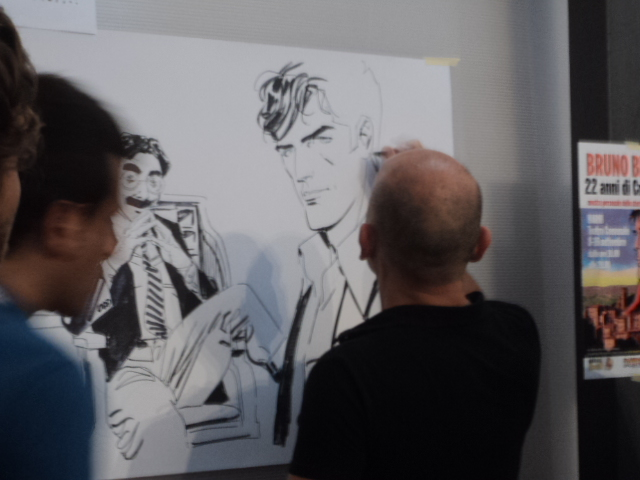
Bruno Brindisi dibujando Dylan Dog en 2012.

La primera parte de su carrera es parecida a la de sus colegas Roberto De Angelis y Luigi Siniscalchi, con los cuales forma la denominada "escuela gráfica salernitana"; de hecho, debuta en la revista amateur Trumoon, para luego pasar a dibujar historietas eróticas para la Blue Press y para la Ediperiodici, y sucesivamente para las Ediciones Cioè y las Ediciones Acme.
Su oportunidad llega en 1991, cuando Sergio Bonelli lo llama para agregarse al personal de dibujantes de Dylan Dog. Para el mismo editor dibuja también episodios de Nick Raider y el especial de Tex del 2002, sobre textos de Claudio Nizzi. Gracias a su trabajo - continuo y de calidad - obtiene el premio del jurado del Comicon de Nápoles 2003: «A un joven maestro que ha demostrada calidad técnica y artística de excepcional nivel. Por la capacidad de describir y evocar pesadillas y ensueños, paisajes reales y fantásticos, poniendo su propio estilo al servicio de la aventura y de la diversión».
Después de dibujar el primer episodio de Brad Barron de Tito Faraci, el artista salernitano prosigue la colaboración con Dylan Dog para la editorial Bonelli, de la cual es uno de los autores más representativos, llegando a realizar episodios muy importantes como el n. 200 de la serie regular. En el 2004 dibuja para el western Tex un álbum muy particular, "Muddy Creek", sustituyendo a su colega recién fallecido Vincenzo Monti, que había completado sólo un tercio de la historia.
En el 2009 es objeto de una larga entrevista expresamente recogida en el volumen "Lecciones de Fumetto: Bruno Brindisi. Una línea clara para contar el horror" realizada por Davide Occhicone en la que nos cuenta su infancia y sus técnicas de dibujo.
En el 2012 dibuja el álbum "El secreto de Diabolik" para la editorial Astorina.
En el diciembre del mismo año sale a los quioscos la historieta "La rivolta dei Sepoy", escrita por Giuseppe De Nardo y dibujada por Brindisi, tercer número de la serie Le Storie publicada por Bonelli.
El 21 de febrero del 2013 fue publicado el primer número de la Collezione storica a colori, la reedición en color de la serie regular de Dylan Dog editada por el Gruppo Editoriale L'Espresso con tapas inéditas realizadas por Brindisi.

## Publicaciones

### Dylan Dog
- Tiziano Sclavi (textos); Bruno Brindisi (dibujos), Il Male, in Dylan Dog n. 51, Sergio Bonelli Editore, diciembre de 1990.
- Tiziano Sclavi (textos); Bruno Brindisi (dibujos), Terrore dall'infinito, in Dylan Dog n. 61, Sergio Bonelli Editore, octubre de 1991.
- Claudio Chiaverotti (textos); Bruno Brindisi (dibujos), I delitti della Mantide, in Dylan Dog n. 71, Sergio Bonelli Editore, agosto de 1992.
- Tiziano Sclavi y Mauro Marcheselli (textos); Bruno Brindisi (dibujos), Totentanz, in Dylan Dog Gigante n. 1, Sergio Bonelli Editore, enero de 1993.
- Tiziano Sclavi (textos); Bruno Brindisi (dibujos), Zed, in Dylan Dog n. 84, Sergio Bonelli Editore, septiembre de 1993.
- Claudio Chiaverotti (textos); Bruno Brindisi (dibujos), I cavalieri del tempo, in Dylan Dog n. 89, Sergio Bonelli Editore, febrero de 1994.
- Claudio Chiaverotti (textos); Bruno Brindisi (dibujos), La donna che uccide il passato, in Dylan Dog n. 94, Sergio Bonelli Editore, julio de 1994.
- Mauro Marcheselli y Gianluigi Gonano (textos); Bruno Brindisi (dibujos), Marionette, in Dylan Dog Gigante n. 3, Sergio Bonelli Editore, diciembre de 1994.
- Gianluigi Gonano (textos); Bruno Brindisi (dibujos), Incontri ravvicinati, in Dylan Dog n. 112, Sergio Bonelli Editore, enero de 1996.
- Tiziano Sclavi y Mauro Marcheselli (textos); Bruno Brindisi (dibujos), Finché morte non vi separi, in Dylan Dog n. 121, Sergio Bonelli Editore, octubre de 1996.
- Tiziano Sclavi (textos); Bruno Brindisi (dibujos), Tre per zero, in Dylan Dog n. 125, Sergio Bonelli Editore, febrero de 1997.
- Tiziano Sclavi (textos); Bruno Brindisi (dibujos), Quando cadono le stelle, in Dylan Dog n. 131, Sergio Bonelli Editore, agosto de 1997.
- Tiziano Sclavi (textos); Bruno Brindisi (dibujos), Lassù qualcuno ci chiama, in Dylan Dog n. 136, Sergio Bonelli Editore, enero de 1998.
- Claudio Chiaverotti (textos); Bruno Brindisi (dibujos), Anima nera, in Dylan Dog n. 142, Sergio Bonelli Editore, julio de 1998.
- Tiziano Sclavi (textos); Bruno Brindisi (dibujos), Ghost Hotel, in Dylan Dog n. 146, Sergio Bonelli Editore, noviembre de 1998.
- Tiziano Sclavi, Cristina y Pippo Neri (textos); Bruno Brindisi (dibujos), Il lago nel cielo, in Dylan Dog n. 151, Sergio Bonelli Editore, 14 de abril de 1999.
- Paola Barbato (textos); Bruno Brindisi (dibujos), Il sonno della ragione, in Dylan Dog n. 157, Sergio Bonelli Editore, octubre de 1999.
- Paola Barbato (textos); Bruno Brindisi (dibujos), Medusa, in Dylan Dog n. 167, Sergio Bonelli Editore, agosto de 2000.
- Tiziano Sclavi (textos); Bruno Brindisi (dibujos), Per un pugno di sterline, in Dylan Dog n. 173, Sergio Bonelli Editore, febrero de 2001.
- Tito Faraci (textos); Bruno Brindisi (dibujos), Sulla rotta di Moby Dick, in Speciale Dylan Dog n. 15, Sergio Bonelli Editore, septiembre de 2001.
- Giuseppe De Nardo (textos); Bruno Brindisi (dibujos), Amori perduti, in Dylan Dog n. 187, Sergio Bonelli Editore, marzo de 2002.
- Pasquale Ruju (textos); Bruno Brindisi (dibujos), Macchie solari, in Dylan Dog n. 192, Sergio Bonelli Editore, agosto de 2002.
- Paola Barbato (textos); Bruno Brindisi (dibujos), Il numero duecento, in Dylan Dog n. 200, Sergio Bonelli Editore, abril de 2003.
- Paola Barbato (textos); Bruno Brindisi (dibujos), Nebbia, in Dylan Dog n. 206, Sergio Bonelli Editore, octubre de 2003.
- Paola Barbato (textos); Bruno Brindisi (dibujos), Xabaras!, in Dylan Dog n. 241, Sergio Bonelli Editore, septiembre de 2006.
- Paola Barbato (textos); Bruno Brindisi (dibujos), In nome del padre, in Dylan Dog n. 242, Sergio Bonelli Editore, octubre de 2006.
- Tiziano Sclavi (textos); Bruno Brindisi (dibujos), Ascensore per l'Inferno, in Dylan Dog n. 250, Sergio Bonelli Editore, junio de 2007.
- Giovanni Gualdoni (textos); Bruno Brindisi (dibujos), Dylan in Wonderland, in Dylan Dog Color Fest n. 1, Sergio Bonelli Editore, agosto de 2007.
- Giuseppe De Nardo (textos); Bruno Brindisi (dibujos), L'incendiario, in Dylan Dog n. 262, Sergio Bonelli Editore, junio de 2008.
- Roberto Recchioni (textos); Bruno Brindisi (dibujos), Il modulo A38, in Dylan Dog n. 268, Sergio Bonelli Editore, 23 de diciembre de 2008.
- Paola Barbato (textos); Bruno Brindisi (dibujos), Tueentoun, in Dylan Dog Gigante n. 18, Sergio Bonelli Editore, noviembre de 2009.
- Roberto Recchioni (textos); Bruno Brindisi (dibujos), I nuovi barbari, in Dylan Dog n. 287, Sergio Bonelli Editore, julio de 2010.
- Luigi Mignacco (textos); Bruno Brindisi (dibujos), Il delitto perfetto, in Dylan Dog n. 302, Sergio Bonelli Editore, octubre de 2011.
- Roberto Recchioni y Mauro Uzzeo (textos); Bruno Brindisi (dibujos), L'eliminazione, in Almanacco della Paura n. 22, Sergio Bonelli Editore, marzo de 2012.
- Giovanni Gualdoni (textos); Bruno Brindisi (dibujos), La bomba, in Speciale Dylan Dog n. 27, Sergio Bonelli Editore, septiembre de 2013.
- Paola Barbato (textos); Bruno Brindisi (dibujos), Mai più ispettore Bloch, in Dylan Dog n. 338, Sergio Bonelli Editore, noviembre de 2014.
- Davide Barzi (textos); Bruno Brindisi (dibujos), Nuovo Cinema Wickedford, in Dylan Dog Magazine n. 1, Sergio Bonelli Editore, marzo de 2015.
- Paola Barbato (textos); Bruno Brindisi (dibujos), La morta non dimentica, in Dylan Dog n. 349, Sergio Bonelli Editore, octubre de 2015.
- Giovanni Eccher (textos); Bruno Brindisi (dibujos), Diario degli uccisori, in Dylan Dog Color Fest n. 18, Sergio Bonelli Editore, agosto de 2016.
- Tapas de la Collezione storica a colori.

### Tex
- Claudio Nizzi (textos); Bruno Brindisi (dibujos), I predatori del deserto, in Speciale Tex n. 16, Sergio Bonelli Editore, junio de 2002.
- Claudio Nizzi (textos); Bruno Brindisi y Vincenzo Monti (dibujos), Muddy Creek, in Tex n. 519, Sergio Bonelli Editore, enero de 2004.
- Claudio Nizzi (textos); Bruno Brindisi (dibujos), Agguato a mezzanotte, in Tex n. 520, Sergio Bonelli Editore, febrero de 2004.
- Mauro Boselli (textos); Bruno Brindisi (dibujos), E venne il giorno, in Color Tex n. 1, Sergio Bonelli Editore, agosto de 2011.
- Mauro Boselli (textos); Bruno Brindisi (dibujos), I due disertori, in Tex Willer n. 5, Sergio Bonelli Editore, marzo de 2019.
- Mauro Boselli (textos); Bruno Brindisi (dibujos), Coyoteros!, in Tex Willer n. 6, Sergio Bonelli Editore, abril de 2019.
- Mauro Boselli (textos); Bruno Brindisi (dibujos), Rancho sangriento, in Tex Willer n. 7, Sergio Bonelli Editore, mayo de 2019.
- Mauro Boselli (textos); Bruno Brindisi (dibujos), La prigioniera, in Tex Willer n. 8, Sergio Bonelli Editore, junio de 2019.

### Nick Raider
- Alberto Ongaro (textos); Bruno Brindisi (dibujos), La lunga ombra, in Nick Raider n. 61, Sergio Bonelli Editore, junio de 1993.
- Claudio Nizzi (textos); Bruno Brindisi (dibujos), Occhio privato, in Almanacco del Giallo n. 1, Sergio Bonelli Editore, julio de 1993.
- Claudio Nizzi (textos); Bruno Brindisi (dibujos), Il grande inganno, in Speciale Nick Raider n. 6, Sergio Bonelli Editore, julio de 1994.
- Gino D'Antonio (textos); Bruno Brindisi (dibujos), Una giornata nera, in Speciale Nick Raider n. 7, Sergio Bonelli Editore, julio de 1995.

### Otros
- Mario Gomboli y Tito Faraci (textos); Bruno Brindisi y Emanuele Barison (dibujos), Il segreto di Diabolik, in Diabolik n. 11 (2012), Astorina, noviembre de 2012.
- Giuseppe De Nardo (textos); Bruno Brindisi (dibujos), La rivolta dei Sepoy, in Le Storie n. 3, Sergio Bonelli Editore, diciembre de 2012.

## Premios
- 1993: Premio "Albertarelli" (A.N.A.F.I.)
- 1995: Mejor Dibujante (A.N.A.F.I.)
- 1997: Mejor Dibujante Realista (Fumo di China)
- 2003: Mejor Dibujante Realista (Cartoomics)
- 2004: Mejor Dibujante (A.N.A.F.I.)
- 2006: Targa "Grandes Autores" (Falconara)
- 2011: Premio U Giancu (Rapallo)
- 2011: Grouchino de oro-Mejor historia del año